# Danh sách huấn luyện viên Giải bóng đá Ngoại hạng Anh

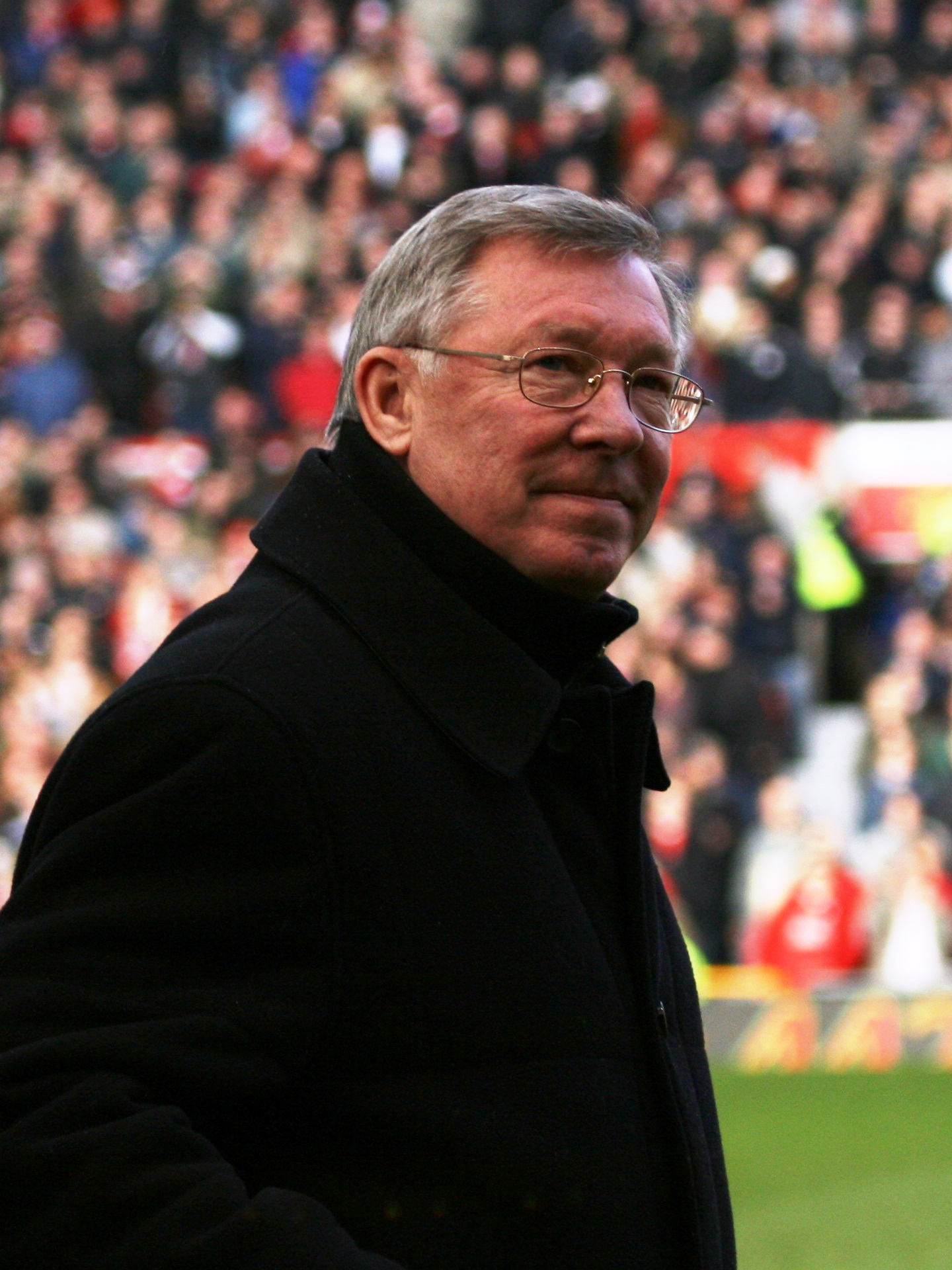
Huấn luyện viên Alex Ferguson của Manchester United là người duy nhất còn giữ được ghế của mình kể từ khi giải ngoại hạng Anh được thành lập

Giải bóng đá ngoại hạng Anh là giải đấu bóng đá chuyên nghiệp ở Anh và là giải đấu cao nhất trong hệ thống sắp hạng bóng đá Anh. Giải được thành lập vào năm 1992 như là sự thay thế cho Giải bóng đá hạng nhất Anh (Football League First Division) được tổ chức lần đầu tiên vào năm 1888.
Tính đến năm 2009, Alex Ferguson là huấn luyện viên duy nhất giữ được vị trí của mình ở Manchester United kể từ khi giải ngoại hạng Anh thành lập năm 1992. Arsène Wenger đã gắn bó với Arsenal tại giải ngoại hạng từ năm 1997, trong khi đó, David Moyes đã là huấn luyện viên Everton từ năm 2002.
Trong giai đoạn các câu lạc bộ sa thải và bổ nhiệm huấn luyện viên mới,một số người đã phục vụ trong thời gian ngắn với tư cách là huấn luyện viên tạm quyền. Một vài huấn luyện viên tạm quyền như Paul Hart ở Portsmouth và David Pleat ở Tottenham Hotspur đã trở thành huấn luyện viên chính thức.

## Danh sách các huấn luyện viên

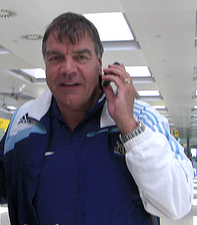
Sam Allardyce, Cựu huấn luyện viên Blackburn Rovers, ông cũng đã từng dẫn dắt câu lạc bộ Newcastle United và Bolton Wanderers ở Premier League.

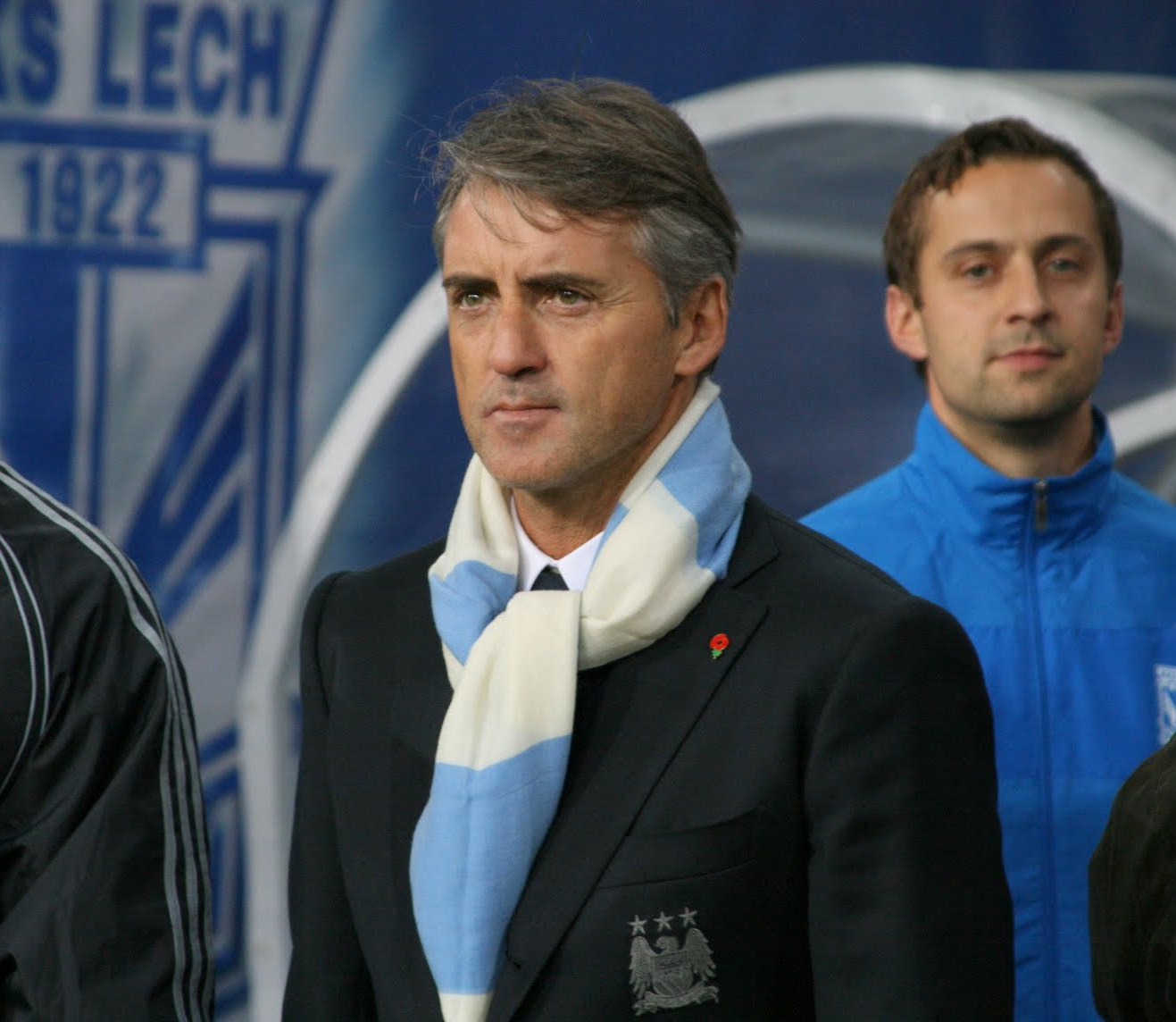
Roberto Mancini đã tiếp quản chiếc ghế huấn luyện viên của Manchester City vào năm 2009, vai diễn đầu tiên của ông ở bóng đá Anh.

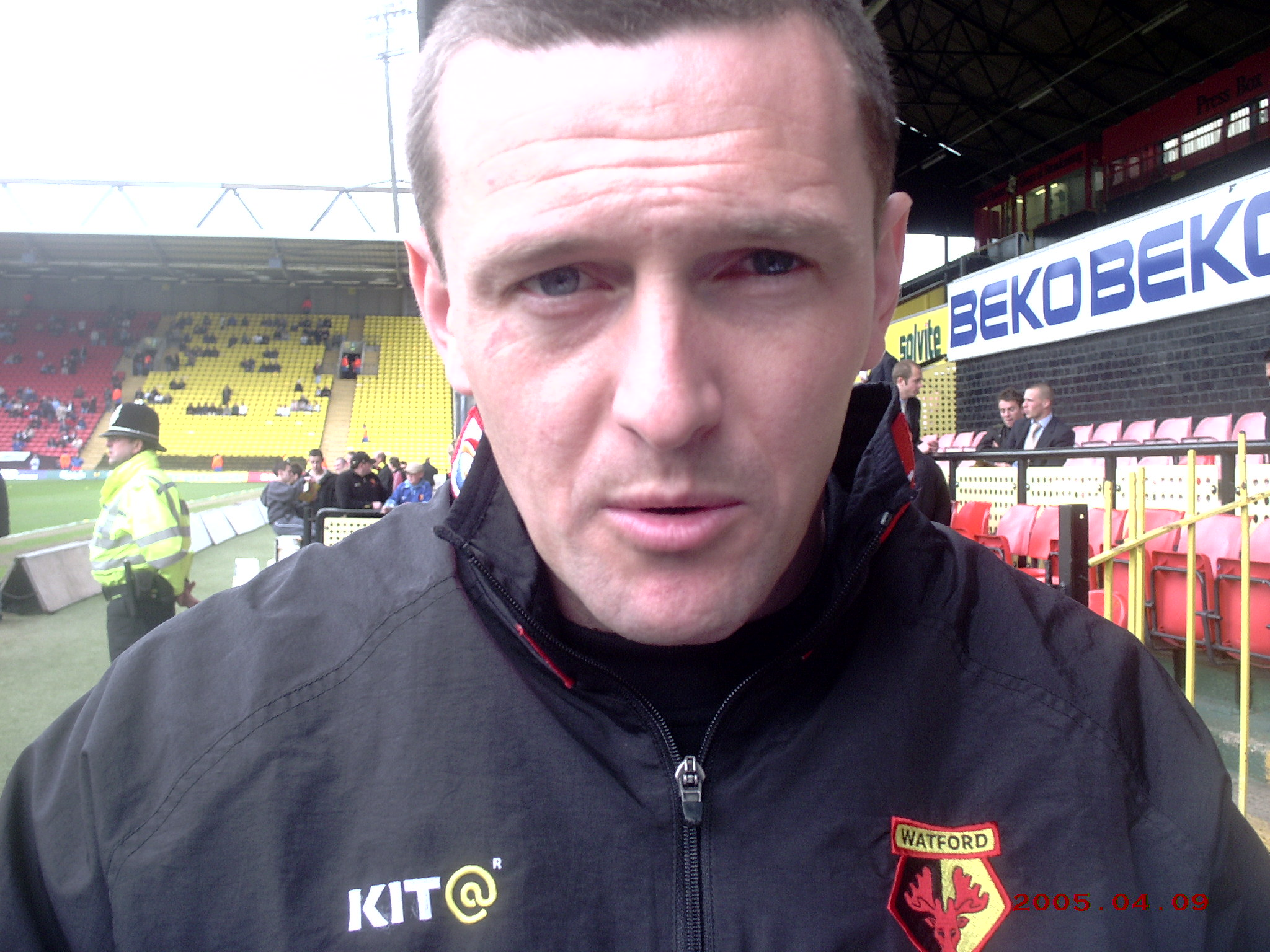
Aidy Boothroyd đã huấn luyện câu lạc bộ Watford ở mùa giải duy nhất của họ tại Premier League khi ông chỉ mới 34 tuổi

Danh sách các huấn luyện viên bao gồm tất cả những người đã huấn luyện các câu lạc bộ ở Premier League, dù trong vai trò chính thức hay tạm thời. Các huấn luyện viên tạm quyền được liệt kê chỉ khi họ chỉ đạo đội bóng ít nhất là một trận đấu trong khoảng thời gian đó.
Thời điểm bổ nhiệm và ra đi của huấn luyện viên có thể rơi bên ngoài giai đoạn ở Premier League của câu lạc bộ. như Ron Atkinson được chỉ định làm huấn luyện viên Aston Villa vào năm 1991 (trước khi Premier League được thành lập năm 1992) và đã giữ vị trí của mình cho đến năm 1994. Tương tự như vậy, quãng thời gian ngắn đầu tiên ở giải ngoại hạng của Wolverhampton Wanderers chỉ kéo dài trong 1 mùa giải nhưng huấn luyện viên Dave Jones vẫn tại vị cho tới tháng 11 năm 2004. Chris Coleman là huấn luyện viên trẻ nhất trong lịch sử Premier League.
| dagger | Đang tại vị                                        |
| ‡      | Tạm quyền                                          |
| §      | Đang tại vị nhưng không thi đấu tại Premier League |
| *      | Present tính đến 13 tháng 7 năm 2015               |

| Tên                   | QT               | Câu lạc bộ              | Từ                     | Đến                      | Thời gian (ngày) | Năm tại Premier League | Ref.                 |
| --------------------- | ---------------- | ----------------------- | ---------------------- | ------------------------ | ---------------- | ---------------------- | -------------------- |
| George Graham         | Scotland         | Arsenal                 | 14 tháng 5 năm 1986    | 21 tháng 2 năm 1995      | 3205             | 1992–1995              | [ 1 ]                |
| Stewart Houston ‡     | Scotland         | Arsenal                 | 22 tháng 2 năm 1995    | 8 tháng 6 năm 1995       | 106              | 1995                   | [ 2 ]                |
| Bruce Rioch           | Scotland         | Arsenal                 | 8 tháng 6 năm 1995     | 12 tháng 8 năm 1996      | 431              | 1995–1996              | [ 1 ]                |
| Stewart Houston ‡     | Scotland         | Arsenal                 | 12 tháng 8 năm 1996    | 13 tháng 9 năm 1996      | 32               | 1996                   | [ 2 ]                |
| Pat Rice ‡            | Bắc Ireland      | Arsenal                 | 13 tháng 9 năm 1996    | 30 tháng 9 năm 1996      | 17               | 1996                   | [ 3 ]                |
| Arsène Wenger         | Pháp             | Arsenal                 | 1 tháng 10 năm 1996    | Present*                 | 10409            | 1996–                  | [ 4 ]                |
| Ron Atkinson          | Anh              | Aston Villa             | 7 tháng 6 năm 1991     | 10 tháng 11 năm 1994     | 1252             | 1992–1994              | [ 5 ]                |
| Brian Little          | Anh              | Aston Villa             | 25 tháng 11 năm 1994   | 24 tháng 2 năm 1998      | 1187             | 1994–1998              | [ 6 ]                |
| John Gregory          | Anh              | Aston Villa             | 25 tháng 2 năm 1998    | 24 tháng 1 năm 2002      | 1429             | 1998–2002              | [ 7 ]                |
| John Deehan ‡         | Anh              | Aston Villa             | 24 tháng 1 năm 2002    | 5 tháng 2 năm 2002       | 12               | 2002                   | [ 8 ]                |
| Stuart Gray ‡         | Anh              | Aston Villa             | 24 tháng 1 năm 2002    | 5 tháng 2 năm 2002       | 12               | 2002                   | [ 9 ]                |
| Graham Taylor         | Anh              | Aston Villa             | 5 tháng 2 năm 2002     | 14 tháng 5 năm 2003      | 463              | 2002–2003              | [ 10 ]               |
| David O'Leary         | Cộng hòa Ireland | Aston Villa             | 20 tháng 5 năm 2003    | 19 tháng 7 năm 2006      | 1156             | 2003–2006              | [ 11 ]               |
| Martin O'Neill        | Bắc Ireland      | Aston Villa             | 5 tháng 8 năm 2006     | 9 tháng 8 năm 2010       | 1465             | 2006–2010              | [ 12 ]               |
| Kevin MacDonald ‡     | Scotland         | Aston Villa             | 9 tháng 8 năm 2010     | 8 tháng 9 năm 2010       | 30               | 2010                   | [ 13 ]               |
| Gérard Houllier       | Pháp             | Aston Villa             | 8 tháng 9 năm 2010     | 1 tháng 6 năm 2011       | 266              | 2010–2011              | [ 14 ]               |
| Gary McAllister ‡     | Scotland         | Aston Villa             | 23 tháng 4 năm 2011    | 22 tháng 5 năm 2011      | 29               | 2011                   | [ 15 ]               |
| Alex McLeish          | Scotland         | Aston Villa             | 17 tháng 6 năm 2011    | 14 tháng 5 năm 2012      | 332              | 2011–2012              | [ 16 ]               |
| Paul Lambert          | Scotland         | Aston Villa             | 2 tháng 6 năm 2012     | 11 tháng 2 năm 2015      | 985              | 2012–2015              | [ 17 ]               |
| Scott Marshall ‡      | Scotland         | Aston Villa             | 11 tháng 2 năm 2015    | 14 tháng 2 năm 2015      | 3                | 2015                   | [ 17 ]               |
| Tim Sherwood          | Anh              | Aston Villa             | 14 tháng 2 năm 2015    | Present*                 | 3699             | 2015–                  | [ 18 ]               |
| Danny Wilson          | Bắc Ireland      | Barnsley                | 2 tháng 6 năm 1994     | 7 tháng 7 năm 1998       | 1496             | 1997–1998              | [ 19 ]               |
| Steve Bruce           | Anh              | Birmingham City         | 12 tháng 12 năm 2001   | 23 tháng 11 năm 2007     | 2172             | 2002–2006 2007         | [ 20 ]               |
| Eric Black ‡          | Scotland         | Birmingham City         | 23 tháng 11 năm 2007   | 27 tháng 11 năm 2007     | 4                | 2007                   | [ 21 ]               |
| Alex McLeish          | Scotland         | Birmingham City         | 28 tháng 11 năm 2007   | 12 tháng 6 năm 2011      | 1496             | 2007–2008 2009–2011    | [ 20 ]               |
| Kenny Dalglish        | Scotland         | Blackburn Rovers        | 12 tháng 10 năm 1991   | 21 tháng 6 năm 1995      | 1348             | 1992–1995              | [ 22 ]               |
| Ray Harford           | Anh              | Blackburn Rovers        | 25 tháng 6 năm 1995    | 25 tháng 10 năm 1996     | 488              | 1995–1996              | [ 22 ]               |
| Tony Parkes           | Anh              | Blackburn Rovers        | 25 tháng 10 năm 1996   | 1 tháng 6 năm 1997       | 219              | 1996–1997              | [ 22 ]               |
| Roy Hodgson           | Anh              | Blackburn Rovers        | 1 tháng 6 năm 1997     | 21 tháng 11 năm 1998     | 538              | 1997                   | [ 22 ]               |
| Brian Kidd            | Anh              | Blackburn Rovers        | 4 tháng 12 năm 1998    | 3 tháng 11 năm 1999      | 334              | 1998–1999              | [ 22 ]               |
| Graeme Souness        | Scotland         | Blackburn Rovers        | 14 tháng 3 năm 2000    | 6 tháng 9 năm 2004       | 1637             | 2001–2004              | [ 22 ]               |
| Mark Hughes           | Wales            | Blackburn Rovers        | 15 tháng 9 năm 2004    | 3 tháng 6 năm 2008       | 1357             | 2004–2008              | [ 22 ]               |
| Paul Ince             | Anh              | Blackburn Rovers        | 22 tháng 6 năm 2008    | 16 tháng 12 năm 2008     | 177              | 2008                   | [ 22 ]               |
| Sam Allardyce         | Anh              | Blackburn Rovers        | 17 tháng 12 năm 2008   | 13 tháng 12 năm 2010     | 726              | 2008–2010              | [ 22 ]               |
| Steve Kean            | Scotland         | Blackburn Rovers        | 13 tháng 12 năm 2010   | 28 tháng 9 năm 2012      | 655              | 2010–2012              | [ 22 ]               |
| Ian Holloway          | Anh              | Blackpool               | 21 tháng 5 năm 2009    | 3 tháng 11 năm 2012      | 1262             | 2010–2011              | [ 23 ]               |
| Roy McFarland         | Anh              | Bolton Wanderers        | 20 tháng 6 năm 1995    | 2 tháng 2 năm 1996       | 227              | 1995–1996              | [ 24 ]               |
| Colin Todd            | Anh              | Bolton Wanderers        | 2 tháng 2 năm 1996     | 22 tháng 9 năm 1999      | 1328             | 1996 1997–1998         | [ 25 ]               |
| Sam Allardyce         | Anh              | Bolton Wanderers        | 19 tháng 10 năm 1999   | 29 tháng 4 năm 2007      | 2749             | 2001–2007              | [ 26 ]               |
| Sammy Lee             | Anh              | Bolton Wanderers        | 30 tháng 4 năm 2007    | 7 tháng 10 năm 2007      | 160              | 2007                   | [ 27 ]               |
| Archie Knox ‡         | Scotland         | Bolton Wanderers        | 17 tháng 10 năm 2007   | 25 tháng 10 năm 2007     | 8                | 2007                   |                      |
| Gary Megson           | Anh              | Bolton Wanderers        | 25 tháng 10 năm 2007   | 30 tháng 12 năm 2009     | 797              | 2007–2009              | [ 28 ]               |
| Owen Coyle            | Cộng hòa Ireland | Bolton Wanderers        | 8 tháng 1 năm 2010     | 9 tháng 10 năm 2012      | 1005             | 2010–2012              | [ 29 ]               |
| Eddie Howe            | Anh              | Bournemouth             | 12 tháng 10 năm 2012   | Present*                 | 4554             | 2015–                  |                      |
| Paul Jewell           | Anh              | Bradford City           | 6 tháng 1 năm 1998     | 18 tháng 6 năm 2000      | 894              | 1999–2000              | [ 30 ]               |
| Chris Hutchings       | Anh              | Bradford City           | 18 tháng 6 năm 2000    | 6 tháng 11 năm 2000      | 141              | 2000                   | [ 31 ]               |
| Stuart McCall ‡       | Anh              | Bradford City           | 6 tháng 11 năm 2000    | 20 tháng 11 năm 2000     | 14               | 2000                   | [ 32 ]               |
| Jim Jefferies         | Scotland         | Bradford City           | 20 tháng 11 năm 2000   | 24 tháng 12 năm 2001     | 399              | 2000–2001              | [ 33 ]               |
| Owen Coyle            | Cộng hòa Ireland | Burnley                 | 27 tháng 11 năm 2007   | 5 tháng 1 năm 2010       | 770              | 2009–2010              | [ 34 ]               |
| Brian Laws            | Anh              | Burnley                 | 13 tháng 1 năm 2010    | 29 tháng 12 năm 2010     | 350              | 2010                   | [ 35 ]               |
| Sean Dyche §          | Anh              | Burnley                 | 30 tháng 10 năm 2012   | Present*                 | 4536             | 2014–2015              |                      |
| Malky Mackay          | Scotland         | Cardiff City            | 17 tháng 6 năm 2011    | 27 tháng 12 năm 2013     | 924              | 2013                   | [ 36 ] [ 37 ]        |
| David Kerslake ‡      | Anh              | Cardiff City            | 27 tháng 12 năm 2013   | 2 tháng 1 năm 2014       | 6                | 2013–2014              | [ 38 ]               |
| Ole Gunnar Solskjær   | Na Uy            | Cardiff City            | 2 tháng 1 năm 2014     | 18 tháng 9 năm 2014      | 259              | 2014                   |                      |
| Alan Curbishley       | Anh              | Charlton Athletic       | 24 tháng 7 năm 1991    | 8 tháng 5 năm 2006       | 5402             | 1998–1999 2000–2006    | [ 39 ]               |
| Iain Dowie            | Bắc Ireland      | Charlton Athletic       | 30 tháng 5 năm 2006    | 13 tháng 11 năm 2006     | 167              | 2006                   | [ 39 ]               |
| Les Reed              | Anh              | Charlton Athletic       | 14 tháng 11 năm 2006   | 24 tháng 12 năm 2006     | 40               | 2006                   | [ 39 ]               |
| Alan Pardew           | Anh              | Charlton Athletic       | 24 tháng 12 năm 2006   | 22 tháng 11 năm 2008     | 699              | 2006–2007              | [ 39 ]               |
| Ian Porterfield       | Scotland         | Chelsea                 | 11 tháng 6 năm 1991    | 15 tháng 2 năm 1993      | 615              | 1992–1993              | [ 40 ]               |
| David Webb            | Anh              | Chelsea                 | 15 tháng 2 năm 1993    | 11 tháng 5 năm 1993      | 85               | 1993                   | [ 41 ]               |
| Glenn Hoddle          | Anh              | Chelsea                 | 4 tháng 6 năm 1993     | 10 tháng 5 năm 1996      | 1071             | 1993–1996              | [ 42 ]               |
| Ruud Gullit           | Hà Lan           | Chelsea                 | 10 tháng 5 năm 1996    | 12 tháng 2 năm 1998      | 643              | 1996–1998              | [ 43 ]               |
| Gianluca Vialli       | Ý                | Chelsea                 | 12 tháng 2 năm 1998    | 12 tháng 9 năm 2000      | 943              | 1998–2000              | [ 44 ]               |
| Graham Rix ‡          | Anh              | Chelsea                 | 13 tháng 9 năm 2000    | 17 tháng 9 năm 2000      | 4                | 2000                   |                      |
| Ray Wilkins ‡         | Anh              | Chelsea                 | 13 tháng 9 năm 2000    | 17 tháng 9 năm 2000      | 4                | 2000                   |                      |
| Claudio Ranieri       | Ý                | Chelsea                 | 18 tháng 9 năm 2000    | 31 tháng 5 năm 2004      | 1351             | 2000–2004              | [ 45 ]               |
| José Mourinho         | Bồ Đào Nha       | Chelsea                 | 2 tháng 6 năm 2004     | 20 tháng 9 năm 2007      | 1205             | 2004–2007              | [ 46 ]               |
| Avram Grant           | Israel           | Chelsea                 | 29 tháng 9 năm 2007    | 24 tháng 5 năm 2008      | 238              | 2007–2008              | [ 47 ]               |
| Luiz Felipe Scolari   | Brasil           | Chelsea                 | 1 tháng 7 năm 2008     | 9 tháng 2 năm 2009       | 223              | 2008–2009              | [ 48 ]               |
| Ray Wilkins ‡         | Anh              | Chelsea                 | 9 tháng 2 năm 2009     | 16 tháng 2 năm 2009      | 7                | 2009                   |                      |
| Guus Hiddink          | Hà Lan           | Chelsea                 | 16 tháng 2 năm 2009    | 31 tháng 5 năm 2009      | 104              | 2009                   | [ 49 ]               |
| Carlo Ancelotti       | Ý                | Chelsea                 | 1 tháng 6 năm 2009     | 22 tháng 5 năm 2011      | 720              | 2009–2011              | [ 50 ]               |
| André Villas-Boas     | Bồ Đào Nha       | Chelsea                 | 22 tháng 6 năm 2011    | 4 tháng 3 năm 2012       | 256              | 2011–2012              | [ 51 ]               |
| Roberto Di Matteo     | Ý                | Chelsea                 | 4 tháng 3 năm 2012     | 21 tháng 11 năm 2012     | 262              | 2012                   |                      |
| Rafael Benítez ‡      | Tây Ban Nha      | Chelsea                 | 21 tháng 11 năm 2012   | 27 tháng 5 năm 2013      | 187              | 2012–2013              |                      |
| José Mourinho         | Bồ Đào Nha       | Chelsea                 | 3 tháng 6 năm 2013     | Present*                 | 4320             | 2013–                  | [ 52 ]               |
| Guus Hiddink ‡        | Hà Lan           | Chelsea                 | 19 tháng 12 năm 2015   | 15 tháng 5 năm 2016      | 3243             | 2015–2016              |                      |
| Antonio Conte         | Ý                | Chelsea                 | 3 tháng 7 năm 2016     | Present                  | 3194             | 2016–                  |                      |
| Bobby Gould           | Anh              | Coventry City           | 24 tháng 6 năm 1992    | 23 tháng 10 năm 1993     | 486              | 1992–1993              |                      |
| Phil Neal             | Anh              | Coventry City           | 23 tháng 10 năm 1993   | 14 tháng 2 năm 1995      | 479              | 1993–1995              |                      |
| Ron Atkinson          | Anh              | Coventry City           | 15 tháng 2 năm 1995    | 5 tháng 11 năm 1996      | 629              | 1995–1996              |                      |
| Gordon Strachan       | Scotland         | Coventry City           | 5 tháng 11 năm 1996    | 10 tháng 9 năm 2001      | 1770             | 1996–2001              |                      |
| Steve Coppell         | Anh              | Crystal Palace          | 3 tháng 6 năm 1984     | 17 tháng 5 năm 1993      | 3270             | 1992–1993              | [ 53 ]               |
| Alan Smith            | Anh              | Crystal Palace          | 3 tháng 6 năm 1993     | 15 tháng 5 năm 1995      | 711              | 1994–1995              | [ 53 ]               |
| Steve Coppell         | Anh              | Crystal Palace          | 27 tháng 2 năm 1997    | 13 tháng 3 năm 1998      | 379              | 1997–1998              | [ 53 ]               |
| Attilio Lombardo ‡    | Ý                | Crystal Palace          | 13 tháng 3 năm 1998    | 29 tháng 4 năm 1998      | 47               | 1998                   | [ 53 ]               |
| Tomas Brolin ‡        | Thụy Điển        | Crystal Palace          | 13 tháng 3 năm 1998    | 29 tháng 4 năm 1998      | 47               | 1998                   | [ 53 ]               |
| Ron Noades ‡          | Anh              | Crystal Palace          | 29 tháng 4 năm 1998    | 10 tháng 5 năm 1998      | 11               | 1998                   | [ 53 ]               |
| Ray Lewington ‡       | Anh              | Crystal Palace          | 29 tháng 4 năm 1998    | 10 tháng 5 năm 1998      | 11               | 1998                   | [ 53 ]               |
| Iain Dowie            | Bắc Ireland      | Crystal Palace          | 22 tháng 12 năm 2003   | 22 tháng 5 năm 2006      | 882              | 2004–2005              | [ 53 ]               |
| Ian Holloway          | Anh              | Crystal Palace          | 3 tháng 11 năm 2012    | 23 tháng 10 năm 2013     | 354              | 2013                   | [ 37 ] [ 54 ] [ 55 ] |
| Keith Millen ‡        | Anh              | Crystal Palace          | 23 tháng 10 năm 2013   | 23 tháng 11 năm 2013     | 31               | 2013                   | [ 55 ]               |
| Tony Pulis            | Wales            | Crystal Palace          | 23 tháng 11 năm 2013   | 14 tháng 8 năm 2014      | 264              | 2013–14                | [ 56 ]               |
| Keith Millen ‡        | Anh              | Crystal Palace          | 14 tháng 8 năm 2014    | 27 tháng 8 năm 2014      | 13               | 2014                   | [ 56 ]               |
| Neil Warnock          | Anh              | Crystal Palace          | 27 tháng 8 năm 2014    | 27 tháng 12 năm 2014     | 122              | 2014                   | [ 56 ]               |
| Keith Millen ‡        | Anh              | Crystal Palace          | 27 tháng 12 năm 2014   | 2 tháng 1 năm 2015       | 5                | 2014–2015              |                      |
| Alan Pardew           | Anh              | Crystal Palace          | 2 tháng 1 năm 2015     | Present*                 | 3742             | 2015–                  | [ 53 ]               |
| Jim Smith             | Anh              | Derby County            | 15 tháng 6 năm 1995    | 7 tháng 10 năm 2001      | 2306             | 1996–2001              |                      |
| Colin Todd            | Anh              | Derby County            | 8 tháng 10 năm 2001    | 14 tháng 1 năm 2002      | 98               | 2001–2002              |                      |
| Billy McEwan ‡        | Scotland         | Derby County            | 14 tháng 1 năm 2002    | 30 tháng 1 năm 2002      | 16               | 2002                   |                      |
| John Gregory          | Anh              | Derby County            | 30 tháng 1 năm 2002    | 21 tháng 3 năm 2003      | 415              | 2002                   |                      |
| Billy Davies          | Scotland         | Derby County            | 2 tháng 6 năm 2006     | 26 tháng 11 năm 2007     | 542              | 2007                   |                      |
| Paul Jewell           | Anh              | Derby County            | 28 tháng 11 năm 2007   | 29 tháng 12 năm 2008     | 397              | 2007–2008              | [ 57 ] [ 58 ]        |
| Howard Kendall        | Anh              | Everton                 | 5 tháng 11 năm 1990    | 4 tháng 12 năm 1993      | 1125             | 1992–1993              | [ 59 ]               |
| Jimmy Gabriel         | Scotland         | Everton                 | 4 tháng 12 năm 1993    | 7 tháng 1 năm 1994       | 35               | 1993–1994              | [ 60 ]               |
| Mike Walker           | Wales            | Everton                 | 7 tháng 1 năm 1994     | 8 tháng 11 năm 1994      | 305              | 1994                   | [ 61 ]               |
| Joe Royle             | Anh              | Everton                 | 10 tháng 11 năm 1994   | 27 tháng 3 năm 1997      | 868              | 1994–1997              | [ 62 ]               |
| Dave Watson ‡         | Anh              | Everton                 | 1 tháng 4 năm 1997     | 31 tháng 5 năm 1997      | 60               | 1997                   | [ 63 ]               |
| Howard Kendall        | Anh              | Everton                 | 27 tháng 6 năm 1997    | 25 tháng 6 năm 1998      | 363              | 1997–1998              | [ 59 ]               |
| Walter Smith          | Scotland         | Everton                 | 1 tháng 7 năm 1998     | 13 tháng 3 năm 2002      | 1351             | 1998–2002              | [ 64 ]               |
| David Moyes           | Scotland         | Everton                 | 15 tháng 3 năm 2002    | 1 tháng 6 năm 2013       | 4096             | 2002–2013              | [ 65 ]               |
| Roberto Martínez      | Tây Ban Nha      | Everton                 | 5 tháng 6 năm 2013     | Present*                 | 4318             | 2013–                  | [ 66 ]               |
| Jean Tigana           | Pháp             | Fulham                  | 1 tháng 7 năm 2000     | 17 tháng 4 năm 2003      | 1020             | 2001–2003              | [ 67 ]               |
| Chris Coleman         | Wales            | Fulham                  | 17 tháng 4 năm 2003    | 11 tháng 4 năm 2007      | 1455             | 2003–2007              | [ 68 ]               |
| Lawrie Sanchez        | Bắc Ireland      | Fulham                  | 11 tháng 4 năm 2007    | 21 tháng 12 năm 2007     | 254              | 2007                   | [ 69 ]               |
| Ray Lewington ‡       | Anh              | Fulham                  | 21 tháng 12 năm 2007   | 30 tháng 12 năm 2007     | 9                | 2007                   |                      |
| Roy Hodgson           | Anh              | Fulham                  | 30 tháng 12 năm 2007   | 30 tháng 6 năm 2010      | 913              | 2007–2010              | [ 70 ]               |
| Ray Lewington ‡       | Anh              | Fulham                  | 1 tháng 7 năm 2010     | 29 tháng 7 năm 2010      | 28               | 2010                   |                      |
| Mark Hughes           | Wales            | Fulham                  | 29 tháng 7 năm 2010    | 1 tháng 6 năm 2011       | 307              | 2010–2011              | [ 71 ]               |
| Martin Jol            | Hà Lan           | Fulham                  | 7 tháng 6 năm 2011     | 1 tháng 12 năm 2013      | 908              | 2011–2013              | [ 72 ]               |
| René Meulensteen      | Hà Lan           | Fulham                  | 1 tháng 12 năm 2013    | 14 tháng 2 năm 2014      | 75               | 2013–2014              | [ 73 ]               |
| Felix Magath          | Đức              | Fulham                  | 14 tháng 2 năm 2014    | 18 tháng 9 năm 2014      | 216              | 2014                   | [ 74 ]               |
| Phil Brown            | Anh              | Hull City               | 4 tháng 12 năm 2006    | 15 tháng 3 năm 2010      | 1197             | 2008–2009              | [ 75 ]               |
| Iain Dowie            | Bắc Ireland      | Hull City               | 17 tháng 3 năm 2010[A] | 9 tháng 5 năm 2010       | 53               | 2010                   | [ 76 ]               |
| Steve Bruce §         | Anh              | Hull City               | 8 tháng 6 năm 2012     | Present*                 | 4680             | 2013–2015              | [ 37 ] [ 77 ]        |
| John Lyall            | Anh              | Ipswich Town            | 11 tháng 5 năm 1990    | 5 tháng 12 năm 1994      | 1669             | 1992–1994              |                      |
| Paul Goddard ‡        | Anh              | Ipswich Town            | 6 tháng 12 năm 1994    | 27 tháng 12 năm 1994     | 21               | 1994                   |                      |
| John Wark ‡           | Scotland         | Ipswich Town            | 6 tháng 12 năm 1994    | 27 tháng 12 năm 1994     | 21               | 1994                   |                      |
| George Burley         | Scotland         | Ipswich Town            | 28 tháng 12 năm 1994   | 11 tháng 10 năm 2002     | 2844             | 1994–1995 2000–2002    |                      |
| Howard Wilkinson      | Anh              | Leeds United            | 10 tháng 10 năm 1988   | 10 tháng 9 năm 1996      | 2892             | 1992–1996              |                      |
| George Graham         | Scotland         | Leeds United            | 10 tháng 9 năm 1996    | 1 tháng 10 năm 1998      | 751              | 1996–1998              |                      |
| David O'Leary         | Cộng hòa Ireland | Leeds United            | 1 tháng 10 năm 1998    | 27 tháng 6 năm 2002      | 1365             | 1998–2002              |                      |
| Terry Venables        | Anh              | Leeds United            | 8 tháng 7 năm 2002     | 21 tháng 3 năm 2003      | 256              | 2002–2003              |                      |
| Peter Reid            | Anh              | Leeds United            | 21 tháng 3 năm 2003    | 10 tháng 11 năm 2003     | 234              | 2003                   |                      |
| Eddie Gray ‡          | Scotland         | Leeds United            | 10 tháng 11 năm 2003   | 21 tháng 5 năm 2004      | 193              | 2003–2004              |                      |
| Brian Little          | Anh              | Leicester City          | 30 tháng 5 năm 1991    | 22 tháng 11 năm 1994     | 1272             | 1994–1995              |                      |
| Kevin MacDonald ‡     | Scotland         | Leicester City          | 22 tháng 11 năm 1994   | 14 tháng 12 năm 1994     | 22               | 1994                   |                      |
| Mark McGhee           | Scotland         | Leicester City          | 14 tháng 12 năm 1994   | 7 tháng 12 năm 1995      | 358              | 1994–1995              |                      |
| Martin O'Neill        | Bắc Ireland      | Leicester City          | 21 tháng 12 năm 1995   | 1 tháng 6 năm 2000       | 1624             | 1996–2000              |                      |
| Peter Taylor          | Anh              | Leicester City          | 12 tháng 6 năm 2000    | 30 tháng 9 năm 2001      | 475              | 2000–2001              |                      |
| Dave Bassett          | Anh              | Leicester City          | 10 tháng 10 năm 2001   | 6 tháng 4 năm 2002       | 178              | 2001–2002              |                      |
| Micky Adams           | Anh              | Leicester City          | 7 tháng 4 năm 2002     | 11 tháng 10 năm 2004     | 918              | 2002 2003–2004         |                      |
| Nigel Pearson         | Anh              | Leicester City          | 15 tháng 11 năm 2011   | 30 tháng 6 năm 2015      | 1323             | 2014–2015              |                      |
| Claudio Ranieri       | Ý                | Leicester City          | 13 tháng 7 năm 2015    | Present*                 | 3550             | 2015–                  |                      |
| Graeme Souness        | Scotland         | Liverpool               | 16 tháng 4 năm 1991    | 28 tháng 1 năm 1994      | 1018             | 1992–1994              | [ 78 ]               |
| Roy Evans             | Anh              | Liverpool               | 28 tháng 1 năm 1994    | 12 tháng 11 năm 1998     | 1749             | 1994–1998              | [ 79 ]               |
| Gérard Houllier       | Pháp             | Liverpool               | 1 tháng 7 năm 1998     | 14 tháng 10 năm 2001 [A] | 1201             | 1998–2001              | [ 80 ]               |
| Phil Thompson ‡       | Anh              | Liverpool               | 14 tháng 10 năm 2001   | 16 tháng 3 năm 2002      | 153              | 2001–2002              |                      |
| Gérard Houllier       | Pháp             | Liverpool               | 17 tháng 3 năm 2002    | 24 tháng 5 năm 2004      | 799              | 2002–2004              | [ 80 ]               |
| Rafael Benítez        | Tây Ban Nha      | Liverpool               | 16 tháng 6 năm 2004    | 3 tháng 6 năm 2010       | 2178             | 2004–2010              | [ 81 ]               |
| Roy Hodgson           | Anh              | Liverpool               | 1 tháng 7 năm 2010     | 8 tháng 1 năm 2011       | 191              | 2010–2011              | [ 82 ]               |
| Kenny Dalglish        | Scotland         | Liverpool               | 8 tháng 1 năm 2011     | 16 tháng 5 năm 2012      | 494              | 2011–2012              | [ 83 ]               |
| Brendan Rodgers       | Bắc Ireland      | Liverpool               | 1 tháng 6 năm 2012     | Present*                 | 4687             | 2012–                  |                      |
| Peter Reid            | Anh              | Manchester City         | 11 tháng 11 năm 1990   | 26 tháng 8 năm 1993      | 1019             | 1992–1993              |                      |
| Tony Book ‡           | Anh              | Manchester City         | 26 tháng 8 năm 1993    | 28 tháng 8 năm 1993      | 2                | 1993                   |                      |
| Brian Horton          | Anh              | Manchester City         | 28 tháng 8 năm 1993    | 16 tháng 5 năm 1995      | 626              | 1993–1995              |                      |
| Alan Ball             | Anh              | Manchester City         | 30 tháng 6 năm 1995    | 26 tháng 8 năm 1996      | 423              | 1995–1996              |                      |
| Joe Royle             | Anh              | Manchester City         | 18 tháng 2 năm 1998    | 21 tháng 5 năm 2001      | 1188             | 2000–2001              |                      |
| Kevin Keegan          | Anh              | Manchester City         | 24 tháng 5 năm 2001    | 11 tháng 3 năm 2005      | 1387             | 2002–2005              |                      |
| Stuart Pearce         | Anh              | Manchester City         | 21 tháng 3 năm 2005    | 14 tháng 5 năm 2007      | 784              | 2005–2007              |                      |
| Sven-Göran Eriksson   | Thụy Điển        | Manchester City         | 6 tháng 7 năm 2007     | 2 tháng 6 năm 2008       | 332              | 2007–2008              |                      |
| Mark Hughes           | Wales            | Manchester City         | 4 tháng 6 năm 2008     | 19 tháng 12 năm 2009     | 563              | 2008–2009              |                      |
| Roberto Mancini       | Ý                | Manchester City         | 19 tháng 12 năm 2009   | 13 tháng 5 năm 2013      | 1241             | 2009–2013              | [ 84 ]               |
| Brian Kidd ‡          | Anh              | Manchester City         | 13 tháng 5 năm 2013    | 14 tháng 6 năm 2013      | 32               | 2013                   |                      |
| Manuel Pellegrini     | Chile            | Manchester City         | 14 tháng 6 năm 2013    | Present*                 | 4309             | 2013–                  | [ 85 ]               |
| Sir Alex Ferguson     | Scotland         | Manchester United       | 6 tháng 11 năm 1986    | 1 tháng 6 năm 2013       | 9704             | 1992–2013              | [ 86 ]               |
| David Moyes           | Scotland         | Manchester United       | 1 tháng 6 năm 2013     | 22 tháng 4 năm 2014      | 325              | 2013–2014              |                      |
| Ryan Giggs ‡          | Wales            | Manchester United       | 22 tháng 4 năm 2014    | 11 tháng 5 năm 2014      | 19               | 2014                   | [ 87 ]               |
| Louis van Gaal        | Hà Lan           | Manchester United       | 14 tháng 7 năm 2014    | 23 tháng 5 năm 2016      | 679              | 2014–2016              |                      |
| José Mourinho         | Bồ Đào Nha       | Manchester United       | 27 tháng 5 năm 2016    | Present*                 | 3231             | 2016–                  |                      |
| Lennie Lawrence       | Anh              | Middlesbrough           | 10 tháng 7 năm 1991    | 19 tháng 5 năm 1994      | 1044             | 1992–1993              |                      |
| Bryan Robson          | Anh              | Middlesbrough           | 31 tháng 5 năm 1994    | 6 tháng 12 năm 2000      | 2381             | 1994–1997 1998–2000    |                      |
| Terry Venables        | Anh              | Middlesbrough           | 6 tháng 12 năm 2000    | 12 tháng 6 năm 2001      | 188              | 2000–2001              |                      |
| Steve McClaren        | Anh              | Middlesbrough           | 12 tháng 6 năm 2001    | 11 tháng 5 năm 2006      | 1794             | 2001–2006              |                      |
| Gareth Southgate      | Anh              | Middlesbrough           | 7 tháng 6 năm 2006     | 20 tháng 10 năm 2009     | 1231             | 2006–2009              |                      |
| Kevin Keegan          | Anh              | Newcastle United        | 5 tháng 2 năm 1992     | 8 tháng 1 năm 1997       | 1799             | 1993–1997              | [ 88 ]               |
| Terry McDermott ‡     | Anh              | Newcastle United        | 8 tháng 1 năm 1997     | 14 tháng 1 năm 1997      | 6                | 1997                   |                      |
| Kenny Dalglish        | Scotland         | Newcastle United        | 14 tháng 1 năm 1997    | 27 tháng 8 năm 1998      | 590              | 1997–1998              | [ 89 ]               |
| Ruud Gullit           | Hà Lan           | Newcastle United        | 28 tháng 8 năm 1998    | 28 tháng 8 năm 1999      | 365              | 1998–1999              | [ 90 ]               |
| Steve Clarke ‡        | Scotland         | Newcastle United        | 28 tháng 8 năm 1999    | 2 tháng 9 năm 1999       | 5                | 1999                   |                      |
| Bobby Robson          | Anh              | Newcastle United        | 2 tháng 9 năm 1999     | 30 tháng 8 năm 2004      | 1824             | 1999–2004              | [ 91 ]               |
| John Carver ‡         | Anh              | Newcastle United        | 11 tháng 9 năm 2004    | 13 tháng 9 năm 2004      | 2                | 2004                   |                      |
| Graeme Souness        | Scotland         | Newcastle United        | 13 tháng 9 năm 2004    | 2 tháng 2 năm 2006       | 507              | 2004–2006              | [ 92 ]               |
| Glenn Roeder          | Anh              | Newcastle United        | 2 tháng 2 năm 2006     | 6 tháng 5 năm 2007       | 458              | 2006–2007              | [ 93 ]               |
| Nigel Pearson ‡       | Anh              | Newcastle United        | 6 tháng 5 năm 2007     | 15 tháng 5 năm 2007      | 9                | 2007                   |                      |
| Sam Allardyce         | Anh              | Newcastle United        | 15 tháng 5 năm 2007    | 9 tháng 1 năm 2008       | 239              | 2007–2008              |                      |
| Nigel Pearson ‡       | Anh              | Newcastle United        | 9 tháng 1 năm 2008     | 16 tháng 1 năm 2008      | 7                | 2008                   |                      |
| Kevin Keegan          | Anh              | Newcastle United        | 16 tháng 1 năm 2008    | 4 tháng 9 năm 2008       | 232              | 2008                   |                      |
| Chris Hughton ‡       | Cộng hòa Ireland | Newcastle United        | 8 tháng 9 năm 2008     | 28 tháng 9 năm 2008      | 20               | 2008                   |                      |
| Joe Kinnear           | Cộng hòa Ireland | Newcastle United        | 29 tháng 9 năm 2008    | 1 tháng 4 năm 2009       | 31               | 2008–2009              |                      |
| Chris Hughton ‡       | Cộng hòa Ireland | Newcastle United        | 28 tháng 2 năm 2009    | 31 tháng 3 năm 2009      | 184              | 2009                   |                      |
| Alan Shearer          | Anh              | Newcastle United        | 1 tháng 4 năm 2009     | 24 tháng 5 năm 2009      | 53               | 2009                   |                      |
| Chris Hughton         | Cộng hòa Ireland | Newcastle United        | 1 tháng 6 năm 2009     | 6 tháng 12 năm 2010      | 553              | 2010                   |                      |
| Alan Pardew           | Anh              | Newcastle United        | 9 tháng 12 năm 2010    | 2 tháng 1 năm 2015       | 1484             | 2010–2015              |                      |
| John Carver ‡         | Anh              | Newcastle United        | 2 tháng 1 năm 2015     | 26 tháng 1 năm 2015      | 24               | 2015                   |                      |
| John Carver           | Anh              | Newcastle United        | 26 tháng 1 năm 2015    | 10 tháng 6 năm 2015      | 135              | 2015                   |                      |
| Steve McClaren        | Anh              | Newcastle United        | 10 tháng 6 năm 2015    | Present*                 | 3583             | 2015–                  |                      |
| Mike Walker           | Wales            | Norwich City            | 1 tháng 6 năm 1992     | 6 tháng 1 năm 1994       | 584              | 1992–1994              |                      |
| John Deehan           | Anh              | Norwich City            | 12 tháng 1 năm 1994    | 31 tháng 7 năm 1995      | 565              | 1994–1995              |                      |
| Nigel Worthington     | Bắc Ireland      | Norwich City            | 4 tháng 12 năm 2000    | 2 tháng 10 năm 2006      | 2128             | 2004–2005              |                      |
| Paul Lambert          | Scotland         | Norwich City            | 18 tháng 8 năm 2009    | 2 tháng 6 năm 2012       | 1019             | 2011–2012              |                      |
| Chris Hughton         | Cộng hòa Ireland | Norwich City            | 7 tháng 6 năm 2012     | 6 tháng 4 năm 2014       | 668              | 2012–2014              | [ 94 ]               |
| Neil Adams            | Anh              | Norwich City            | 6 tháng 4 năm 2014     | 5 tháng 1 năm 2015       | 213              | 2014                   | [ 95 ]               |
| Alex Neil             | Scotland         | Norwich City            | 9 tháng 1 năm 2015     | Present*                 | 3735             | 2015–                  |                      |
| Brian Clough          | Anh              | Nottingham Forest       | 6 tháng 1 năm 1975     | 8 tháng 5 năm 1993       | 6697             | 1992–1993              | [ 96 ] [ 97 ]        |
| Frank Clark           | Anh              | Nottingham Forest       | 12 tháng 5 năm 1993    | 19 tháng 12 năm 1996     | 1317             | 1994–1996              | [ 96 ] [ 97 ]        |
| Stuart Pearce ‡       | Anh              | Nottingham Forest       | 20 tháng 12 năm 1996   | 8 tháng 5 năm 1997       | 139              | 1996–1997              | [ 96 ] [ 97 ]        |
| Dave Bassett          | Anh              | Nottingham Forest       | 8 tháng 5 năm 1997     | 5 tháng 1 năm 1999       | 607              | 1997 1998–1999         | [ 96 ] [ 97 ]        |
| Micky Adams ‡         | Anh              | Nottingham Forest       | 5 tháng 1 năm 1999     | 11 tháng 1 năm 1999      | 6                | 1999                   |                      |
| Ron Atkinson          | Anh              | Nottingham Forest       | 11 tháng 1 năm 1999    | 16 tháng 5 năm 1999      | 125              | 1999                   | [ 96 ] [ 97 ]        |
| Joe Royle             | Anh              | Oldham Athletic         | 14 tháng 7 năm 1982    | 10 tháng 11 năm 1994     | 4502             | 1992–1994              |                      |
| Harry Redknapp        | Anh              | Portsmouth              | 25 tháng 3 năm 2002    | 24 tháng 11 năm 2004     | 975              | 2003–2004              | [ 98 ]               |
| Velimir Zajec         | Croatia          | Portsmouth              | 24 tháng 12 năm 2004   | 7 tháng 4 năm 2005       | 104              | 2004–2005              | [ 99 ]               |
| Alain Perrin          | Pháp             | Portsmouth              | 7 tháng 4 năm 2005     | 24 tháng 11 năm 2005     | 231              | 2005                   | [ 100 ] [ 101 ]      |
| Joe Jordan            | Scotland         | Portsmouth              | 24 tháng 11 năm 2005   | 7 tháng 12 năm 2005      | 13               | 2005                   |                      |
| Harry Redknapp        | Anh              | Portsmouth              | 7 tháng 12 năm 2005    | 25 tháng 10 năm 2008     | 1053             | 2005–2008              | [ 98 ]               |
| Joe Jordan            | Scotland         | Portsmouth              | 25 tháng 10 năm 2008   | 28 tháng 10 năm 2008     | 3                | 2008                   |                      |
| Tony Adams            | Anh              | Portsmouth              | 25 tháng 10 năm 2008   | 9 tháng 2 năm 2009       | 107              | 2008–2009              |                      |
| Paul Hart             | Anh              | Portsmouth              | 9 tháng 2 năm 2009     | 24 tháng 11 năm 2009     | 288              | 2009                   | [ 102 ]              |
| Avram Grant           | Israel           | Portsmouth              | 26 tháng 11 năm 2009   | 21 tháng 5 năm 2010      | 176              | 2009–2010              | [ 103 ]              |
| Gerry Francis         | Anh              | Queens Park Rangers     | 1 tháng 6 năm 1991     | 11 tháng 11 năm 1994     | 1259             | 1992–1994              |                      |
| Ray Wilkins           | Anh              | Queens Park Rangers     | 15 tháng 11 năm 1994   | 4 tháng 9 năm 1996       | 659              | 1994–1996              |                      |
| Neil Warnock          | Anh              | Queens Park Rangers     | 1 tháng 3 năm 2010     | 8 tháng 1 năm 2012       | 678              | 2011–2012              |                      |
| Mark Hughes           | Wales            | Queens Park Rangers     | 10 tháng 1 năm 2012    | 23 tháng 11 năm 2012     | 318              | 2012                   | [ 104 ]              |
| Mark Bowen ‡          | Wales            | Queens Park Rangers     | 23 tháng 11 năm 2012   | 24 tháng 11 năm 2012     | 1                | 2012                   |                      |
| Harry Redknapp        | Anh              | Queens Park Rangers     | 24 tháng 11 năm 2012   | 3 tháng 2 năm 2015       | 802              | 2012–2013 2014–2015    | [ 105 ] [ 106 ]      |
| Kevin Bond ‡          | Anh              | Queens Park Rangers     | 4 tháng 2 năm 2015     | 12 tháng 2 năm 2015      | 9                | 2015                   |                      |
| Chris Ramsey ‡        | Anh              | Queens Park Rangers     | 3 tháng 2 năm 2015     | 12 tháng 2 năm 2015      | 9                | 2015                   |                      |
| Chris Ramsey §        | Anh              | Queens Park Rangers     | 12 tháng 2 năm 2015    | Present*                 | 3701             | 2015                   |                      |
| Steve Coppell         | Anh              | Reading                 | 9 tháng 10 năm 2003    | 12 tháng 5 năm 2009      | 2042             | 2006–2008              |                      |
| Brian McDermott       | Anh              | Reading                 | 17 tháng 12 năm 2009   | 11 tháng 3 năm 2013      | 1180             | 2009–2013              |                      |
| Nigel Adkins          | Anh              | Reading                 | 26 tháng 3 năm 2013    | 15 tháng 12 năm 2014     | 629              | 2013                   | [ 107 ]              |
| Dave Bassett          | Anh              | Sheffield United        | 2 tháng 1 năm 1988     | 12 tháng 12 năm 1995     | 2901             | 1992–1994              |                      |
| Neil Warnock          | Anh              | Sheffield United        | 2 tháng 12 năm 1999    | 16 tháng 5 năm 2007      | 2722             | 2006–2007              |                      |
| Trevor Francis        | Anh              | Sheffield Wednesday     | 7 tháng 6 năm 1991     | 20 tháng 5 năm 1995      | 1443             | 1992–1995              |                      |
| David Pleat           | Anh              | Sheffield Wednesday     | 14 tháng 6 năm 1995    | 3 tháng 11 năm 1997      | 873              | 1995–1997              |                      |
| Peter Shreeves ‡      | Wales            | Sheffield Wednesday     | 3 tháng 11 năm 1997    | 14 tháng 11 năm 1997     | 11               | 1997                   |                      |
| Ron Atkinson          | Anh              | Sheffield Wednesday     | 14 tháng 11 năm 1997   | 17 tháng 5 năm 1998      | 184              | 1997–1998              |                      |
| Danny Wilson          | Bắc Ireland      | Sheffield Wednesday     | 6 tháng 7 năm 1998     | 21 tháng 3 năm 2000      | 624              | 1998–2000              |                      |
| Peter Shreeves ‡      | Wales            | Sheffield Wednesday     | 21 tháng 3 năm 2000    | 21 tháng 6 năm 2000      | 92               | 2000                   |                      |
| Ian Branfoot          | Anh              | Southampton             | 11 tháng 6 năm 1991    | 10 tháng 1 năm 1994      | 944              | 1992–1994              | [ 108 ]              |
| Alan Ball             | Anh              | Southampton             | 20 tháng 1 năm 1994    | 2 tháng 7 năm 1995       | 528              | 1994–1995              | [ 109 ]              |
| Dave Merrington       | Anh              | Southampton             | 14 tháng 7 năm 1995    | 14 tháng 6 năm 1996      | 336              | 1995–1996              | [ 110 ]              |
| Graeme Souness        | Scotland         | Southampton             | 3 tháng 7 năm 1996     | 1 tháng 6 năm 1997       | 333              | 1996–1997              | [ 111 ]              |
| Dave Jones            | Anh              | Southampton             | 23 tháng 6 năm 1997    | 27 tháng 1 năm 2000      | 948              | 1997–2000              | [ 112 ]              |
| Glenn Hoddle          | Anh              | Southampton             | 28 tháng 1 năm 2000    | 28 tháng 3 năm 2001      | 425              | 2000–2001              | [ 113 ]              |
| Stuart Gray           | Anh              | Southampton             | 30 tháng 3 năm 2001    | 21 tháng 10 năm 2001     | 205              | 2001                   | [ 114 ]              |
| Gordon Strachan       | Scotland         | Southampton             | 22 tháng 10 năm 2001   | 13 tháng 2 năm 2004      | 844              | 2001–2004              | [ 115 ]              |
| Steve Wigley ‡        | Anh              | Southampton             | 13 tháng 2 năm 2004    | 4 tháng 3 năm 2004       | 20               | 2004                   | [ 116 ]              |
| Paul Sturrock         | Scotland         | Southampton             | 4 tháng 3 năm 2004     | 23 tháng 8 năm 2004      | 172              | 2004                   | [ 117 ]              |
| Steve Wigley          | Anh              | Southampton             | 23 tháng 8 năm 2004    | 10 tháng 12 năm 2004     | 109              | 2004                   | [ 116 ]              |
| Harry Redknapp        | Anh              | Southampton             | 8 tháng 12 năm 2004    | 2 tháng 12 năm 2005      | 359              | 2004–2005              |                      |
| Nigel Adkins          | Anh              | Southampton             | 12 tháng 9 năm 2010    | 18 tháng 1 năm 2013      | 859              | 2012–2013              | [ 118 ]              |
| Mauricio Pochettino   | Argentina        | Southampton             | 18 tháng 1 năm 2013    | 27 tháng 5 năm 2014      | 494              | 2013–2014              | [ 118 ]              |
| Ronald Koeman         | Hà Lan           | Southampton             | 16 tháng 6 năm 2014    | Present*                 | 3942             | 2014                   |                      |
| Tony Pulis            | Wales            | Stoke City              | 15 tháng 6 năm 2006    | 21 tháng 5 năm 2013      | 2532             | 2008–2013              |                      |
| Mark Hughes           | Wales            | Stoke City              | 30 tháng 5 năm 2013    | Present*                 | 4324             | 2013–                  | [ 119 ]              |
| Peter Reid            | Anh              | Sunderland              | 29 tháng 3 năm 1995    | 7 tháng 10 năm 2002      | 2749             | 1996–1997 1999–2002    |                      |
| Howard Wilkinson      | Anh              | Sunderland              | 10 tháng 10 năm 2002   | 10 tháng 3 năm 2003      | 151              | 2002–2003              |                      |
| Mick McCarthy         | Cộng hòa Ireland | Sunderland              | 12 tháng 3 năm 2003    | 6 tháng 3 năm 2006       | 1090             | 2003 2005–2006         |                      |
| Kevin Ball ‡          | Anh              | Sunderland              | 7 tháng 3 năm 2006     | 31 tháng 5 năm 2006      | 85               | 2006                   |                      |
| Roy Keane             | Cộng hòa Ireland | Sunderland              | 30 tháng 8 năm 2006    | 4 tháng 12 năm 2008      | 827              | 2007–2008              |                      |
| Ricky Sbragia         | Scotland         | Sunderland              | 4 tháng 12 năm 2008    | 24 tháng 5 năm 2009      | 171              | 2008–2009              |                      |
| Steve Bruce           | Anh              | Sunderland              | 3 tháng 6 năm 2009     | 30 tháng 11 năm 2011     | 910              | 2009–2011              |                      |
| Martin O'Neill        | Bắc Ireland      | Sunderland              | 3 tháng 12 năm 2011    | 30 tháng 3 năm 2013      | 483              | 2011–2013              |                      |
| Paolo Di Canio        | Ý                | Sunderland              | 31 tháng 3 năm 2013    | 22 tháng 9 năm 2013      | 175              | 2013                   | [ 120 ]              |
| Kevin Ball ‡          | Anh              | Sunderland              | 22 tháng 9 năm 2013    | 8 tháng 10 năm 2013      | 16               | 2013                   | [ 121 ]              |
| Gus Poyet             | Uruguay          | Sunderland              | 8 tháng 10 năm 2013    | 16 tháng 3 năm 2015      | 524              | 2013–2015              |                      |
| Dick Advocaat         | Hà Lan           | Sunderland              | 17 tháng 3 năm 2015    | Present*                 | 3668             | 2015–                  |                      |
| Brendan Rodgers       | Bắc Ireland      | Swansea City            | 16 tháng 7 năm 2010    | 1 tháng 6 năm 2012       | 686              | 2011–2012              | [ 122 ]              |
| Michael Laudrup       | Đan Mạch         | Swansea City            | 15 tháng 6 năm 2012    | 4 tháng 2 năm 2014       | 599              | 2012–2014              | [ 123 ]              |
| Garry Monk            | Anh              | Swansea City            | 4 tháng 2 năm 2014     | Present*                 | 4074             | 2014–                  |                      |
| John Gorman           | Scotland         | Swindon Town            | 4 tháng 6 năm 1993     | 21 tháng 11 năm 1994     | 535              | 1993–1994              |                      |
| Doug Livermore        | Anh              | Tottenham Hotspur       | 27 tháng 5 năm 1992    | 19 tháng 6 năm 1993      | 388              | 1992–1993              | [ 124 ]              |
| Ossie Ardiles         | Argentina        | Tottenham Hotspur       | 19 tháng 6 năm 1993    | 1 tháng 11 năm 1994      | 500              | 1993–1994              | [ 125 ]              |
| Steve Perryman ‡      | Anh              | Tottenham Hotspur       | 1 tháng 11 năm 1994    | 15 tháng 11 năm 1994     | 14               | 1994                   | [ 126 ]              |
| Gerry Francis         | Anh              | Tottenham Hotspur       | 15 tháng 11 năm 1994   | 19 tháng 11 năm 1997     | 1100             | 1994–1997              | [ 127 ]              |
| Christian Gross       | Thụy Sĩ          | Tottenham Hotspur       | 25 tháng 11 năm 1997   | 5 tháng 9 năm 1998       | 284              | 1997–1998              | [ 128 ]              |
| David Pleat ‡         | Anh              | Tottenham Hotspur       | 30 tháng 8 năm 1998    | 3 tháng 10 năm 1998      | 24               | 1998                   | [ 129 ]              |
| Chris Hughton ‡       | Cộng hòa Ireland | Tottenham Hotspur       | 7 tháng 9 năm 1998     | 1 tháng 10 năm 1998      | 34               | 1998                   | [ 94 ]               |
| George Graham         | Scotland         | Tottenham Hotspur       | 5 tháng 10 năm 1998    | 16 tháng 3 năm 2001      | 893              | 1998–2001              | [ 130 ]              |
| David Pleat ‡         | Anh              | Tottenham Hotspur       | 16 tháng 3 năm 2001    | 2 tháng 4 năm 2001       | 17               | 2001                   | [ 131 ]              |
| Glenn Hoddle          | Anh              | Tottenham Hotspur       | 2 tháng 4 năm 2001     | 21 tháng 9 năm 2003      | 902              | 2001–2003              | [ 132 ]              |
| David Pleat ‡         | Anh              | Tottenham Hotspur       | 21 tháng 9 năm 2003    | 3 tháng 6 năm 2004       | 256              | 2003–2004              | [ 133 ]              |
| Jacques Santini       | Pháp             | Tottenham Hotspur       | 3 tháng 6 năm 2004     | 5 tháng 11 năm 2004      | 155              | 2004                   | [ 134 ]              |
| Martin Jol            | Hà Lan           | Tottenham Hotspur       | 5 tháng 11 năm 2004    | 25 tháng 10 năm 2007     | 1084             | 2004–2007              | [ 135 ]              |
| Clive Allen ‡         | Anh              | Tottenham Hotspur       | 25 tháng 10 năm 2007   | 29 tháng 10 năm 2007     | 4                | 2007                   |                      |
| Alex Inglethorpe ‡    | Anh              | Tottenham Hotspur       | 25 tháng 10 năm 2007   | 29 tháng 10 năm 2007     | 4                | 2007                   |                      |
| Juande Ramos          | Tây Ban Nha      | Tottenham Hotspur       | 27 tháng 10 năm 2007   | 25 tháng 10 năm 2008     | 364              | 2007–2008              | [ 136 ]              |
| Clive Allen ‡         | Anh              | Tottenham Hotspur       | 25 tháng 10 năm 2008   | 26 tháng 10 năm 2008     | 1                | 2008                   |                      |
| Harry Redknapp        | Anh              | Tottenham Hotspur       | 26 tháng 10 năm 2008   | 13 tháng 6 năm 2012      | 1326             | 2008–2012              | [ 137 ]              |
| André Villas-Boas     | Bồ Đào Nha       | Tottenham Hotspur       | 6 tháng 7 năm 2012     | 16 tháng 12 năm 2013     | 528              | 2012–2013              | [ 138 ]              |
| Tim Sherwood          | Anh              | Tottenham Hotspur       | 16 tháng 12 năm 2013   | 13 tháng 5 năm 2014      | 148              | 2013–2014              | [ 139 ]              |
| Mauricio Pochettino   | Argentina        | Tottenham Hotspur       | 27 tháng 5 năm 2014    | Present*                 | 3962             | 2014–                  |                      |
| Graham Taylor         | Anh              | Watford                 | 21 tháng 2 năm 1996    | 1 tháng 6 năm 2001       | 1927             | 1999–2000              | [ 140 ]              |
| Aidy Boothroyd        | Anh              | Watford                 | 29 tháng 3 năm 2005    | 3 tháng 11 năm 2008      | 1315             | 2006–2007              | [ 141 ]              |
| Quique Flores         | Tây Ban Nha      | Watford                 | 5 tháng 6 năm 2015     | Present*                 | 3588             | 2015–                  |                      |
| Gary Megson           | Anh              | West Bromwich Albion    | 9 tháng 3 năm 2000     | 26 tháng 10 năm 2004     | 1692             | 2002–2003 2004         | [ 142 ]              |
| Frank Burrows ‡       | Scotland         | West Bromwich Albion    | 27 tháng 10 năm 2004   | 8 tháng 11 năm 2004      | 12               | 2004                   | [ 143 ]              |
| Bryan Robson          | Anh              | West Bromwich Albion    | 9 tháng 11 năm 2004    | 18 tháng 9 năm 2006      | 678              | 2004–2006              | [ 144 ]              |
| Tony Mowbray          | Anh              | West Bromwich Albion    | 18 tháng 10 năm 2006   | 16 tháng 6 năm 2009      | 972              | 2008–2009              | [ 145 ]              |
| Roberto Di Matteo     | Ý                | West Bromwich Albion    | 30 tháng 6 năm 2009    | 6 tháng 2 năm 2011       | 586              | 2010–2011              | [ 146 ]              |
| Michael Appleton ‡    | Anh              | West Bromwich Albion    | 6 tháng 2 năm 2011     | 14 tháng 2 năm 2011      | 8                | 2011                   | [ 147 ]              |
| Roy Hodgson           | Anh              | West Bromwich Albion    | 14 tháng 2 năm 2011    | 13 tháng 5 năm 2012      | 454              | 2011–2012              | [ 148 ]              |
| Steve Clarke          | Scotland         | West Bromwich Albion    | 8 tháng 6 năm 2012     | 14 tháng 12 năm 2013     | 554              | 2012–2013              | [ 149 ]              |
| Keith Downing ‡       | Anh              | West Bromwich Albion    | 14 tháng 12 năm 2013   | 9 tháng 1 năm 2014       | 26               | 2013–2014              | [ 150 ]              |
| Pepe Mel              | Tây Ban Nha      | West Bromwich Albion    | 9 tháng 1 năm 2014     | 12 tháng 5 năm 2014      | 123              | 2014                   |                      |
| Alan Irvine           | Scotland         | West Bromwich Albion    | 14 tháng 6 năm 2014    | 29 tháng 12 năm 2014     | 199              | 2014                   |                      |
| Rob Kelly ‡           | Anh              | West Bromwich Albion    | 29 tháng 12 năm 2014   | 1 tháng 1 năm 2015       | 3                | 2014                   |                      |
| Tony Pulis            | Wales            | West Bromwich Albion    | 1 tháng 1 năm 2015     | Present*                 | 3743             | 2015–                  |                      |
| Billy Bonds           | Anh              | West Ham United         | 23 tháng 2 năm 1990    | 10 tháng 8 năm 1994      | 1629             | 1993–1994              | [ 151 ]              |
| Harry Redknapp        | Anh              | West Ham United         | 10 tháng 8 năm 1994    | 9 tháng 5 năm 2001       | 2464             | 1994–2001              | [ 152 ]              |
| Glenn Roeder          | Anh              | West Ham United         | 9 tháng 5 năm 2001     | 24 tháng 4 năm 2003      | 715              | 2001–2003              | [ 153 ]              |
| Trevor Brooking ‡ [C] | Anh              | West Ham United         | 24 tháng 4 năm 2003    | 12 tháng 5 năm 2003      | 18               | 2003                   | [ 154 ]              |
| Alan Pardew           | Anh              | West Ham United         | 20 tháng 10 năm 2003   | 11 tháng 12 năm 2006     | 1148             | 2005–2006              | [ 155 ]              |
| Alan Curbishley       | Anh              | West Ham United         | 13 tháng 12 năm 2006   | 3 tháng 9 năm 2008       | 630              | 2006–2008              | [ 156 ]              |
| Kevin Keen ‡          | Anh              | West Ham United         | 3 tháng 9 năm 2008     | 15 tháng 9 năm 2008      | 12               | 2008                   | [ 157 ]              |
| Gianfranco Zola       | Ý                | West Ham United         | 15 tháng 9 năm 2008    | 11 tháng 5 năm 2010      | 603              | 2008–2010              | [ 158 ]              |
| Avram Grant           | Israel           | West Ham United         | 3 tháng 6 năm 2010     | 15 tháng 5 năm 2011      | 346              | 2010–2011              | [ 159 ]              |
| Kevin Keen ‡          | Anh              | West Ham United         | 15 tháng 5 năm 2011    | 1 tháng 6 năm 2011       | 17               | 2011                   | [ 160 ]              |
| Sam Allardyce         | Anh              | West Ham United         | 1 tháng 6 năm 2011     | 24 tháng 5 năm 2015      | 1453             | 2012–2015              |                      |
| Slaven Bilić          | Croatia          | West Ham United         | 9 tháng 6 năm 2015     | Present*                 | 3584             | 2015–                  |                      |
| Paul Jewell           | Anh              | Wigan Athletic          | 12 tháng 6 năm 2001    | 14 tháng 5 năm 2007      | 2162             | 2005–2007              | [ 161 ]              |
| Chris Hutchings       | Anh              | Wigan Athletic          | 14 tháng 5 năm 2007    | 5 tháng 11 năm 2007      | 175              | 2007                   | [ 161 ]              |
| Frank Barlow ‡        | Anh              | Wigan Athletic          | 5 tháng 11 năm 2007    | 26 tháng 11 năm 2007     | 21               | 2007                   | [ 161 ]              |
| Steve Bruce           | Anh              | Wigan Athletic          | 26 tháng 11 năm 2007   | 3 tháng 6 năm 2009       | 555              | 2007–2009              | [ 161 ]              |
| Roberto Martínez      | Tây Ban Nha      | Wigan Athletic          | 15 tháng 6 năm 2009    | 28 tháng 5 năm 2013      | 1443             | 2009–2013              | [ 162 ] [ 163 ]      |
| Joe Kinnear           | Cộng hòa Ireland | Wimbledon               | 19 tháng 1 năm 1992    | 9 tháng 6 năm 1999       | 2698             | 1992–1999              |                      |
| Egil Olsen            | Na Uy            | Wimbledon               | 9 tháng 6 năm 1999     | 1 tháng 5 năm 2000       | 327              | 1999–2000              | [ 164 ]              |
| Terry Burton ‡        | Anh              | Wimbledon               | 1 tháng 5 năm 2000     | 25 tháng 4 năm 2002      | 724              | 2000                   | [ 164 ]              |
| Dave Jones            | Anh              | Wolverhampton Wanderers | 3 tháng 1 năm 2001     | 11 tháng 11 năm 2004     | 1408             | 2003–2004              | [ 112 ]              |
| Mick McCarthy         | Cộng hòa Ireland | Wolverhampton Wanderers | 5 tháng 8 năm 2006     | 14 tháng 2 năm 2012      | 2019             | 2009–2012              | [ 165 ]              |
| Terry Connor          | Anh              | Wolverhampton Wanderers | 24 tháng 2 năm 2012    | 30 tháng 6 năm 2012      | 127              | 2012                   | [ 166 ]              |

Ghi chú:
- A  Brian Horton và Steve Ashton đã đảm trách Hull City trong hai ngày, tuy nhiên không có trận đấu nào diễn ra trong thời gian này.

| Câu lạc bộ              | Tổng cộng |
| ----------------------- | --------- |
| Arsenal                 | 6         |
| Aston Villa             | 15        |
| Barnsley                | 1         |
| Birmingham City         | 3         |
| Blackburn Rovers        | 10        |
| Blackpool               | 1         |
| Bolton Wanderers        | 7         |
| Bradford City           | 4         |
| Burnley                 | 3         |
| Cardiff City            | 3         |
| Charlton Athletic       | 4         |
| Chelsea                 | 18        |
| Coventry City           | 4         |
| Crystal Palace          | 15        |
| Derby County            | 6         |
| Everton                 | 9         |
| Fulham                  | 10        |
| Hull City               | 3         |
| Ipswich Town            | 4         |
| Leeds United            | 6         |
| Leicester City          | 8         |
| Liverpool               | 9         |
| Manchester City         | 12        |
| Manchester United       | 4         |
| Middlesbrough           | 5         |
| Newcastle United        | 21        |
| Norwich City            | 6         |
| Nottingham Forest       | 6         |
| Oldham Athletic         | 1         |
| Portsmouth              | 9         |
| Queens Park Rangers     | 8         |
| Reading                 | 3         |
| Sheffield United        | 2         |
| Sheffield Wednesday     | 6         |
| Southampton             | 15        |
| Stoke City              | 2         |
| Sunderland              | 11        |
| Swansea City            | 3         |
| Swindon Town            | 1         |
| Tottenham Hotspur       | 21        |
| Watford                 | 2         |
| West Bromwich Albion    | 13        |
| West Ham United         | 12        |
| Wigan Athletic          | 5         |
| Wimbledon               | 3         |
| Wolverhampton Wanderers | 3         |

| Quốc gia    | Tổng cộng |
| ----------- | --------- |
| Anh         | 179       |
| Scotland    | 49        |
| Wales       | 15        |
| Ireland     | 14        |
| Bắc Ireland | 13        |
| Ý           | 9         |
| Hà Lan      | 8         |
| Pháp        | 7         |
| Tây Ban Nha | 6         |
| Bồ Đào Nha  | 4         |
| Argentina   | 3         |
| Israel      | 3         |
| Na Uy       | 2         |
| Thụy Điển   | 2         |
| Croatia     | 2         |
| Brasil      | 1         |
| Chile       | 1         |
| Đan Mạch    | 1         |
| Đức         | 1         |
| Thụy Sĩ     | 1         |
| Uruguay     | 1         |

## Huấn luyện nhiều trận nhất tại Premier League
| Thứ hạng                                                                               | Huấn luyện viên   | Số trận | Câu lạc bộ                                                                                                   |
| -------------------------------------------------------------------------------------- | ----------------- | ------- | --- |
| 1                                                                                      | Sir Alex Ferguson | 810     | Manchester United (810)                                                                                      |
| 2                                                                                      | Arsène Wenger     | 714     | Arsenal (714)                                                                                                |
| 3                                                                                      | Harry Redknapp    | 639     | West Ham United (269), Portsmouth (157), Tottenham Hotspur (144), Queens Park Rangers (71), Southampton (22) |
| 4                                                                                      | David Moyes       | 461     | Everton (427), Manchester United (34)                                                                        |
| 5                                                                                      | Sam Allardyce     | 400     | Bolton Wanderers (226), West Ham United (114), Blackburn Rovers (41), Newcastle United (19)                  |
| 6                                                                                      | Steve Bruce       | 393     | Birmingham City (165), Sunderland (89), Hull City, (76) Wigan Athletic (63)                                  |
| 7                                                                                      | Martin O'Neill    | 359     | Aston Villa (152), Leicester City (152), Sunderland (55)                                                     |
| 8                                                                                      | Mark Hughes       | 345     | Blackburn Rovers (147), Stoke City (76), Manchester City (54), Fulham (38), Queens Park Rangers (30)         |
| 9                                                                                      | Alan Curbishley   | 328     | Charlton Athletic (266), West Ham United (62)                                                                |
| 10                                                                                     | Graeme Souness    | 319     | Blackburn Rovers (118), Newcastle United (95), Liverpool (68), Southampton (38)                              |
| 11                                                                                     | Joe Kinnear       | 302     | Wimbledon F.C. (284), Newcastle United (18)                                                                  |
| (Đậm nghĩa là vẫn đang dẫn dắt tại Premier League) Thống kê tính đến cuối mùa 2014–15. |                   |         | |